# La Teste-de-Buch
La Teste-de-Buch (gaskonsko La Tèsta) je obmorsko mesto in občina v jugozahodnem francoskem departmaju Gironde regije Akvitanije. Leta 2009 je mesto imelo 24.597 prebivalcev.

## Geografija
Mesto leži v pokrajini Gaskonji, na južnem koncu Arcachonskega zaliva, 57 km jugozahodno od Bordeauxa. Na severozahodu občine se nahaja največja peščena sipina v Evropi, la dune de Pyla.

## Uprava
La Teste-de-Buch je sedež istoimenskega kantona, v katerega sta poleg njegove vključeni še občini Gujan-Mestras in Le Teich z 49.876 prebivalci.
Kanton Teste-de-Buch je sestavni del okrožja Arcachon.

## Zanimivosti
- cerkev Église Saint Vincent iz 14. stoletja,
- mestna hiša Maison de Verthamon,
- trga Place Jean Hameau z občinsko knjižnico Maison Lalanne in Place Jean Jaurès,
- mlin Le moulin de Bordes, poslednji ostanek skupine vetrnih in vodnih mlinov na ozemlju občine,
- otok Île aux Oiseaux.

## Pobratena mesta
- Binghamton, New York (ZDA),
- Chipiona (Andaluzija, Španija),
- Schwaigern (Baden-Württemberg, Nemčija).